# 发现摩西 (委罗内塞,马德里)

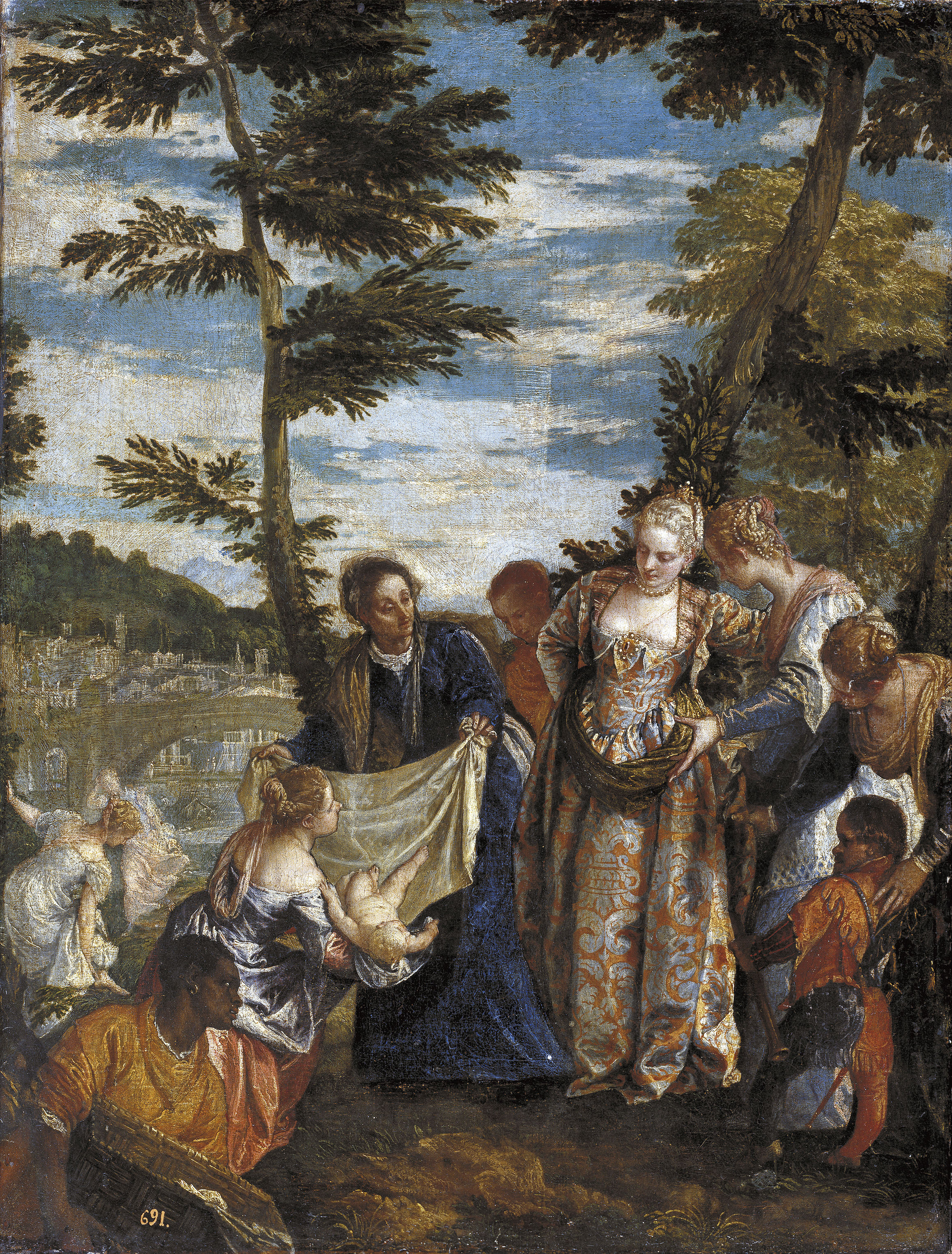
《发现摩西》

《发现摩西》是保罗·委罗内塞 的至少八幅这一主题的布面油画之一 ，绘制于约1580 年，现藏于马德里的普拉多博物馆.